# Scutarii
Légende :
♦Patricien, ♦Plébéien, ♦Consulaire, ♦Sénatorial, ♦Équestre
Gens et Liste des gentes romaines
La gens Scutaria est une modeste famille plébéienne de la Rome antique, présente principalement en Italie méridionale à la fin de la République romaine et dans l'Occident romain au Haut-Empire. Peu de ses membres sont connus par la littérature, la plupart étant attestés par l'épigraphie.

## Origines géographiques et onomastique
Le nomen de cette famille, Scutarius, renvoie à un type de nom gentilice dérivé des activités professionnelles (phénomène très courant dans le monde romain) : un scutarius était notamment le nom donné aux fabricants de boucliers (le scutum),. La famille semble trouver ses origines et attestations les plus anciennes dans la cité de Venusia, en Apulie, ville aux confins de la culture daunienne et samnite, conquise par les Romains durant la Troisième Guerre samnite. Une colonie romaine fut déduite à Venusia en 291 av. J.-C.

## Membres connus
Les principaux prénoms attestés pour cette famille sont Lucius et Sextus. Ils sont attestés par l'épigraphie.
- Lucius Scutarius, questeur à Venusia (Venosa actuelle) en Apulie en 32 av. J.-C., élu duumvir de la cité l'année suivante[5],[6].
- Lucius Scutarius Andrea, qui finança la réalisation d'une sépulture et d'un petit monument funéraire pour un de ses affranchis, Marcus Tuerllius Diomedes, à Venusia[7].
- Sextus Scutarius Aethrius, commanditaire d'un tombeau pour lui et sa famille à Rome[8].
- Scutaria L. l. Epistolio, femme affranchie inhumée à Alifae (Alife) en Campanie[9].
- Sextus Scutarius Successus, un homme nommé dans une inscription funéraire de Pisae en Etrurie[10].
- Scutaria, femme attestée par une inscription latine de la fin du IIe s. ap. J.-C. ou du début du IIIe s. ap. J.-C. découverte à Aléria en Corse[11]
- Scutarius, un homme, attesté dans une inscription d'Anicium en Gaule[12].

### Dictionnaires
- Dictionary of Greek and Roman Geography, William Smith, éd., Little, Brown and Company, Boston (1854).
- John C. Traupman, The New College Latin & English Dictionary, Bantam Books, New York (1995).

### Outils et revues épigraphiques et prosopographiques
- René Cagnat et alii, L'Année épigraphique (AE), Presses Universitaires de France (depuis 1888).
- Theodor Mommsen et alii, Corpus Inscriptionum Latinarum (Corpus des Inscriptions Latines, CIL), Académie des sciences de Berlin-Brandebourg (depuis 1853).
- Paul von Rohden, Elimar Klebs, & Hermann Dessau, Prosopographia Imperii Romani (PIR), Berlin (1898).

### Ouvrages
- George Davis Chase, The Origin of Roman Praenomina, in Harvard Studies in Classical Philology, vol. VIII, pp. 103–184 (1897).
- Ralph Van Deman Magoffin, The Quinquennales: an Historical Study, Johns Hopkins Press, Baltimore (1913)